# Herb Zgierza
Herb Zgierza – jeden z symboli miasta Zgierz w postaci herbu.

## Wygląd i symbolika
Herb przedstawia w czerwonym polu tarczy typu hiszpańskiego srebrny (biały) mur bramny o wątku kamiennym, z trzema basztami bez okien. Baszta środkowa jest wyższa i szersza. Wszystkie baszty zwieńczone blankami oraz złotymi (żółtymi) daszkami. W murze otwarta brama przejazdowa, w której umieszczony jest biały orzeł w złotej (żółtej) koronie otwartej, z uniesionymi skrzydłami, o złotym (żółtym) dziobie i szponach.

## Historia
Wizerunek herbowy widniejący na najstarszej pieczęci Zgierza z XVI w. całkowicie odbiega od współczesnego wizerunku. Późniejsze pieczęcie z roku 1791 oraz 1797 przedstawiają już mur z trzema basztami. Herb taki zatwierdzono w roku 1936 przez Ministra Spraw Wewnętrznych. Po II wojnie światowej szczegóły herbu uległy nieznacznym zmianom, zwłaszcza wygląd orła. W 2002 roku wzór herbu został  negatywnie oceniony przez ekspertów Komisji Heraldycznej. Podobnie jak użytkowany przez miasto wzór flagi nie spełniał wymagań natury weksylologicznej, wymaganych od symboli samorządowych. Nowy herb wykonany przez Aleksandra Bąka został opracowany w zgodzie z zasadami heraldyki oraz sztuki współczesnego projektowania graficznego. Wzór orła poddany został graficznej stylizacji bazującej na XVIII-wiecznej tradycji przedstawieniowej godła Królestwa Polskiego. Merytoryczną podstawę opracowania heraldyczno-weksylologicznego stanowiła monografia autorstwa dr Marka Adamczewskiego. W lutym 2021 roku uzyskał pozytywną opinię Ministra Spraw Wewnętrznych i Administracji na podstawie uchwały Komisji Heraldycznej. Nowy herb został ustanowiony przez Radę Miasta 25 lutego 2021 roku.